# 潛水者號潛艇 (1863年)
潛水者號潛艇（Plongeur）是一艘於1863年4月16日下水的法國潛艇，也是世界上第一艘由機械驅動（而非人力驅動）的潛艇。
計畫制定者梅翁·布儒瓦（Siméon Bourgeois）船長以及海軍造船師夏爾·布蘭（Charles Brun）於1859年在羅什福爾開始設計工作。

## 設計

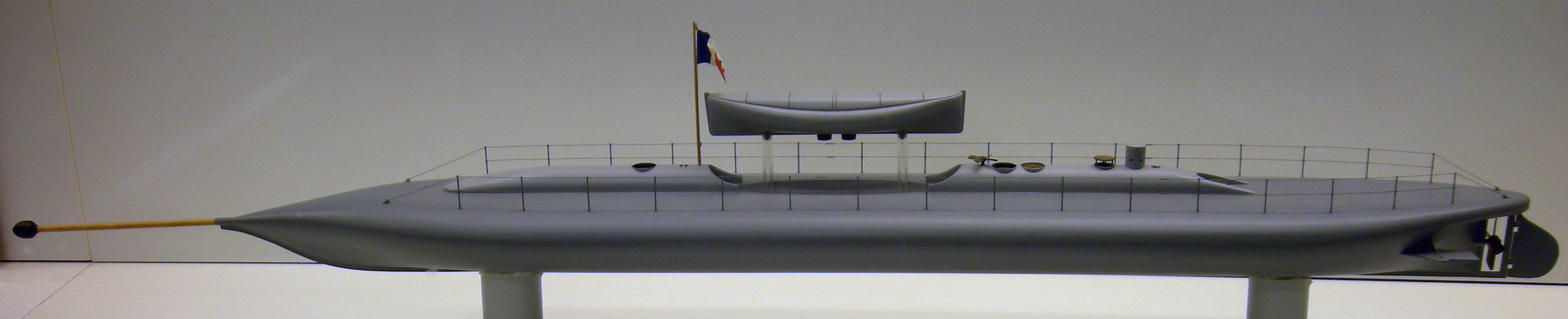
慕尼黑德意志博物馆的潛水者號潛艇模型，顯示已經分離的救生艇

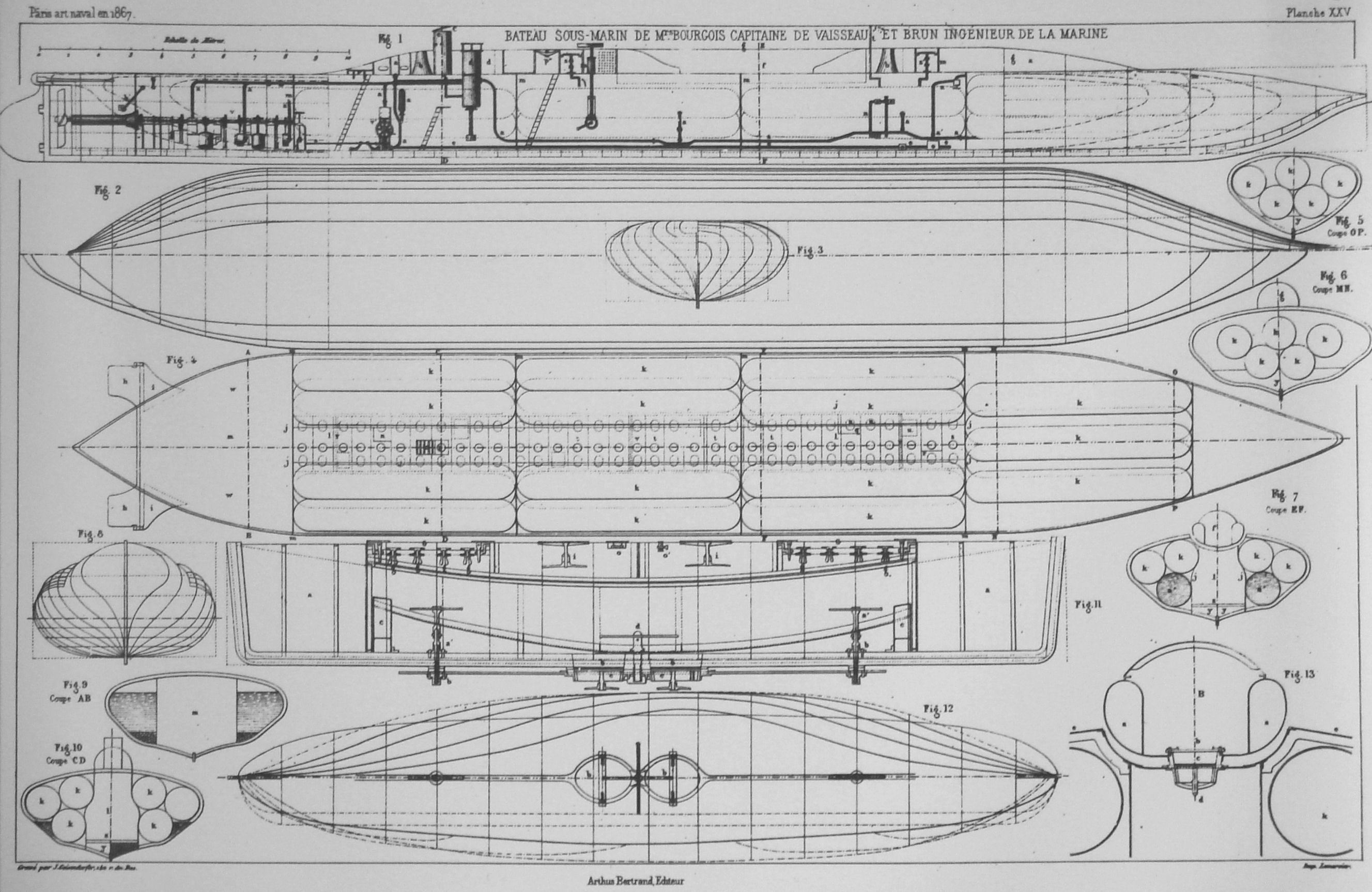
潛水者號潛艇的圖紙

1859年，建設委員會（Conseil des travaux）召集海軍工程師進行潛艇設計，並審查了三項設計，選擇了梅翁·布儒瓦（後來的海軍上將）和夏爾·布蘭所提交的設計，並將此專案命名為潛水者號，代號為Q00。
潛艇採用氣動引擎，由儲存的壓縮空氣驅動活塞引擎。空氣儲存在23個容器中，氣壓為12.5巴（1.25MPa），佔據了大量空間（153m³），這使得潛艇的尺寸大到前所未有的程度。引擎的功率為60千瓦（80馬力），可以將潛艇以4節的速度推進5海里。
壓縮空氣亦被用於排空其容積為53m³的壓載艙。壓艙物為212公噸（234長噸），其中包括一個34公噸的保護壓艙物。
此潛艇配備了一個用於在敵艦船體上打洞的撞角，以及一個固定在杆子末端的電動發射式杆雷（spar torpedo）。不過後來布儒瓦上將（他於1871年後擔任潛艇防禦委員會主席）反對使用魚雷作為攻擊商船的主要武器。
這艘潛艇長43公尺，排水量為381公噸。
一艘補給船卡沙洛特號（Cachalot）緊隨其後，為它的推進器提供必要的壓縮空氣。

小型救生艇（8 × 1.7米) 是讓12個人逃生用的。

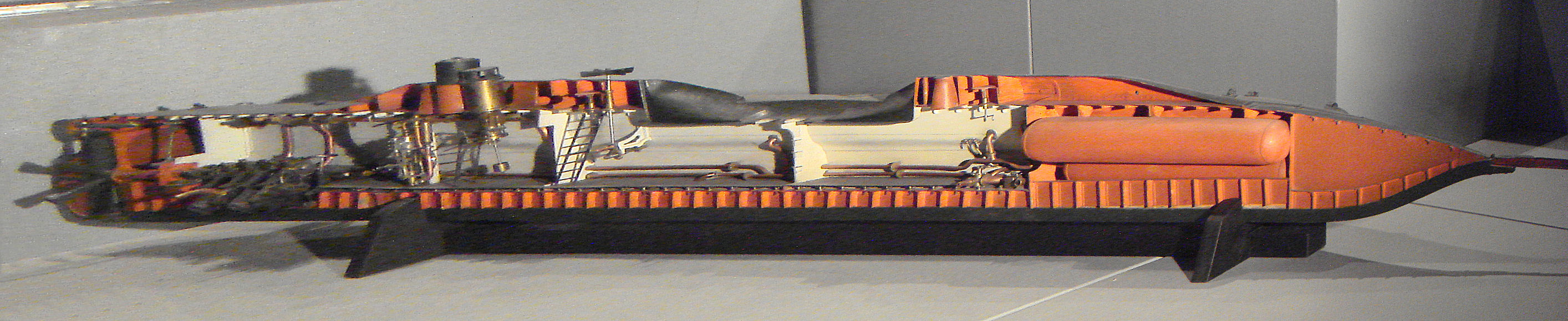
潛水者號潛艇的內部結構。

## 工作歷史

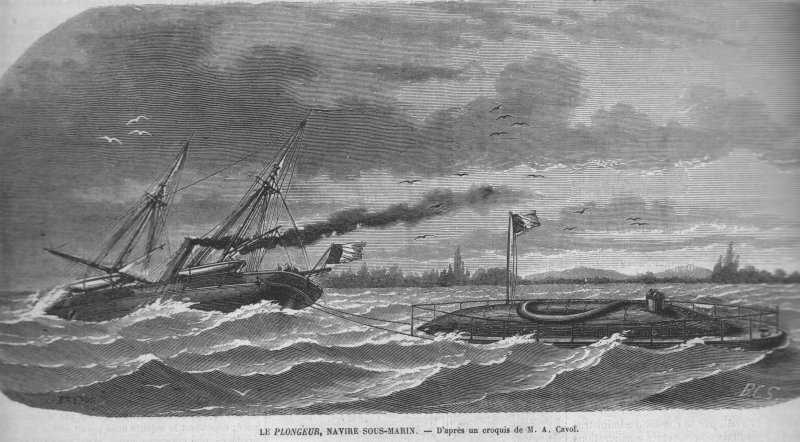
由瞭望號（La Vigie）拖曳的潛水者號潛艇

這艘潛艇的指揮者為拉羅謝爾的當地人德瓦索·瑪麗-約瑟夫-卡米爾·多雷上尉。
1863年10月6日，潛水者號沿夏朗德河航行，駛向卡巴内·卡雷港（the harbour of the Cabane Carrée），進行首次試航。
1863年11月2日， 潛水者號被拖往巴克斯港（Port de Barques），計劃在此處進行首次水下試驗。由於氣象條件惡劣，潛艇最終被拖往拉帕利斯，接著被拖往拉羅謝爾的水域港（Bassin à flot）。
1864年2月14日，在水域港的試航中，因吸入過多的壓縮空氣造成發動機急速運轉，潛艇撞上了碼頭而中止試驗。
1864年2月18日，潛水者號被再度拖至拉帕利斯，並潛到9米深。
由於其長度造成的穩定性問題限制了其下潛的最大深度為10米。潛艇的前端會往往會先下潛而撞到底部，這樣就會造成潛艇向前滑行。後來安裝了水泵來抵消傾斜度，但事實證明這方法太慢而沒有效果。穩定性可以藉由安裝縱向舵改善，這一點後來由電鰻號潛艇和古斯塔夫·澤德號潛艇證明。
潛水者號的模型在1867年的世界博覽會展出，朱爾·凡爾納在那裡對其進行了研究，並以此為靈感 ，3年後出版他的小說《海底兩萬里》。
法國海軍經各種試驗後，於1872年2月2日停用了這艘潛艇。

## 改造

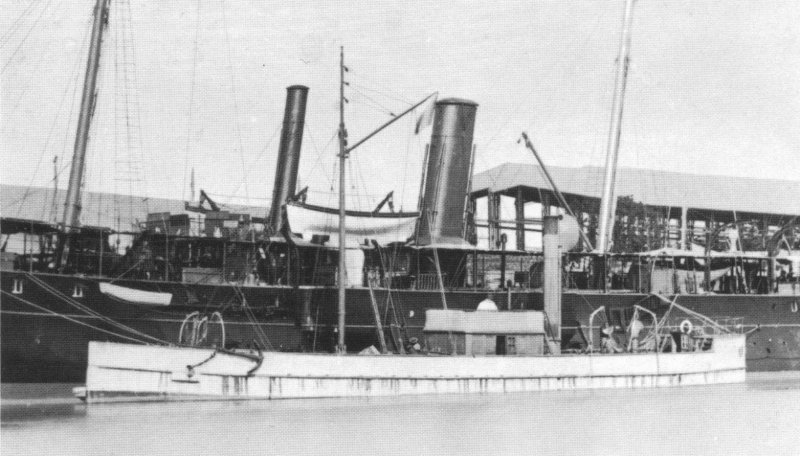
20世紀初，潛水者號潛艇被作為運水船使用。

這艘潛艇於1873年1月1日被重新啟用作為一艘自動運水船，配備了一台90千瓦（120馬力）的復合雙汽缸蒸汽機，分配到羅什福爾港。1898年，裝備了一台由魚雷艇（Torpilleur No 74）轉移過來的新引擎。
1927年羅什福爾兵工廠被關閉後，該潛艇被調往地中海地區的土倫，用於為第一分艦隊和第三分艦隊供水。
於1935年12月25日退役，並於1937年5月26日以25143法郎的價格賣給了M. Negai。 

## 註記
1. ↑  Farnham Bishop. . : 57.
2. ↑  Le Masson, H. (1969) Du Nautilus (1800) au Redoubtable (Histoire critique du sous-marin dans la marine française), Paris pp.55–59
3. ↑  Kohnen, W. (2009).
4. ↑  Swinfield, J. (2014).
5. ↑  Røksund, A. (2007).
6. ↑  Payen, J. (1989).
7. ↑  Compère, D. (2006).
8. ↑  Seelhorst, Mary (2003) 'Jules Verne.
9. ↑  Notice at the Musée de la Marine, Rochefort